# Lipno
Lipno este un oraș în Voievodatul Cuiavia și Pomerania, Polonia, fiind reședința județului cu același nume.

## Personalități născute aici
- Leszek Balcerowicz (n. 1947), politician, economist.